# Mais Feliz (álbum de Zeca Pagodinho)
Mais Feliz é o vigésimo álbum de estúdio do cantor e compositor brasileiro Zeca Pagodinho, lançado em 2019 pela Universal Music Brasil. O álbum marca o primeiro lançamento de estúdio de Pagodinho em cinco anos após o cantor investir em projetos e parcerias ao vivo com outros artistas. Mais Feliz mantém a produção geral de Max Pierre e a direção artística de Rildo Hora.

## Antecedentes
O último trabalho de estúdio de Pagodinho havia sido o álbum Ser Humano, lançado em 2015 e cuja faixa-título recebeu boa avaliação crítica e teve uma notória repercussão. Nos anos seguintes, Pagodinho embarcou na produção da terceira edição de Quintal do Pagodinho - seu projeto bem sucedido que reúne compositores destacados de sua carreira cantando suas próprias obras - e deste trabalho resultou ainda uma inédita parceria com a cantora baiana Maria Bethânia.  
Ao longo do ano de 2018, Pagodinho embarcou com Maria Bethânia na turnê de De Santo Amaro a Xerém, sem mencionar a intenção de gravar novamente em estúdio por um certo período. No início de 2019, paralelamente aos compromissos de turnês e apresentações, Pagodinho deu início à seleção de faixas de um novo álbum. Em julho do mesmo, ano o dueto "O Sol Nascerá (A Sorrir)" (Cartola/Elton Medeiros) foi lançado como single promocional do álbum e foi incluído na trilha sonora da telenovela Bom Sucesso.

## Composição
Mais Feliz é o primeiro álbum em mais de 14 anos a incluir composições próprias de Pagodinho. O cantor costuma afirmar publicamente que deixou de lado o perfil de compositor mediante seu sucesso como intérprete de outras obras musicais. Ainda assim, o álbum conta com duas regravações: "O sol nascerá (a sorrir)", da clássica parceria Cartola e Elton Medeiros e gravado em dueto com Teresa Cristina, e "Apelo", de Vinicius de Moraes e na qual o cantor é acompanhado por instrumental de Hamilton de Holanda e Yamandú Costa. Foi a segunda vez que o trio se reuniu em produções de Pagodinho, após uma participação dos músicos no álbum Multishow Ao Vivo: 30 anos - Vida que Segue, de 2013.  
A faixa-título e também que abre o álbum é de autoria de Toninho Geraes, compositor de outros vários sucessos de Pagodinho como "Seu balancê" e "Uma prova de amor". Pagodinho afirma conhecer há música há anos através das rodas de samba que ocorrem em sua casa em Xerém, mas que nunca antes havia sentido impulso de gravá-la.
Todo o disco mantém uma temática mais leve e positiva  com canções que abordam romance, fé e o cotidiano das grandes cidades conforme indica o próprio título do álbum. Os arranjos transmitem um tom jocoso e alegre conforme o desejo do próprio cantor de lançar um trabalho que trouxesse "mensagem positiva" ao público. O tema alegre é seguido nas faixas "Não Vou Magoar Meu Amor" (Dunga de Vila Isabel e Gabrielzinho do Irajá) e "Sexta-Feira" (Roberto Lopes, Alamir, Marquinhos FM e Levy Vianna). A faixa "Permanência", assinada isoladamente pelo compositor baiano Nelson Rufino, é representa uma quebra no estilo e arranjos das faixas anteriores sendo de temática mais sóbria. As faixas "O Carro do Ovo" (Marquinhos Diniz) e "Na Cara da Sociedade" (Serginho Meriti e Claudemir) retratam temáticas sociais de uma forma realista, sendo a primeira em tom jocoso contendo uma metáfora sobre vendedores de ovos nos subúrbios do Rio de Janeiro e a segunda em tom crítico retratando a violência urbana da cidade. Pagodinho assina com seu parceiro de longa data Moacyr Luz o samba "Enquanto Deus me Proteja" e com Arlindo Cruz o samba "Nuvens Brancas de Paz", gravada com vocais da Velha Guarda da Portela. 

## Faixas
| N.º | Título                                                | Compositor(es)                                        | Duração |  |
| 1.  | "Mais Feliz"                                          | Toninho Geraes Paulinho Rezende                       |         |  |
| 2.  | "Não Vou Magoar Meu Amor"                             | Dunga de Vila Isabel Gabrielzinho do Irajá            |         |  |
| 3.  | "Sexta-Feira"                                         | Roberto Lopes Alamir Kintal Marquinhos FM Levy Vianna |         |  |
| 4.  | "O Sol Nascerá (A Sorrir)" (com Teresa Cristina)      | Cartola Elton Medeiros                                |         |  |
| 5.  | "Permanência"                                         | Nelson Rufino                                         |         |  |
| 6.  | "O Carro do Ovo"                                      | Marquinhos Diniz Rosania Alves                        |         |  |
| 7.  | "Na Cara da Sociedade"                                | Serginho Meriti Claudemir                             |         |  |
| 8.  | "Enquanto Deus me Proteja"                            | Zeca Pagodinho Moacyr Luz                             |         |  |
| 9.  | "Quem Casa Quer Casa"                                 | Rafael Delgado Ronaldo Barcellos                      |         |  |
| 10. | "Dependente do Amor" (com Xande de Pilares)           | Xande de Pilares Gilson Bernini Brasil do Quintal     |         |  |
| 11. | "Um é Ruim, Outro é Pior"                             | César Procópio Fernando Procópio Serginho Procópio    |         |  |
| 12. | "Peregrinação" (com Velha Guarda da Portela)          | Monarco Mauro Diniz                                   |         |  |
| 13. | "Nuvens Brancas de Paz" (com Velha Guarda da Portela) | Arlindo Cruz Zeca Pagodinho Marcelinho Moreira        |         |  |
| 14. | "Apelo" (com Hamilton de Holanda e Yamandú Costa)     | Baden Powell Vinicius de Moraes                       |         |  |

## Créditos
- Rildo Hora - produção
- Max Pierre - direção de arte
- Mauro Diniz – cavaco
- Rafael Prates – bandolim, banjo
- Paulão 7 Cordas – violão
- Carlinhos 7 Cordas – violão de sete cordas
- Luis Louchards – baixo
- Misael da Hora – teclado
- Tutuca Borba – teclado, cordas virtuais
- Dirceu Leite – flauta, picollo
- Jaguará – pandeiro, caixa, repique
- Waltis Zacarias – surdo, repique de mão
- Beloba – tantã
- Marcos Esguleba – pandeiro, tamborim, caixa, repique
- Jorge Gomes – bateria
- Leonardo Bruno - vocais
- Ircéa Gomes - vocais
- Jussara Lourenço - vocais
- RixXxa - vocais
- Patrícia Hora - vocais
- Isabel Gomes – vocais